# オーボエ・ダモーレ

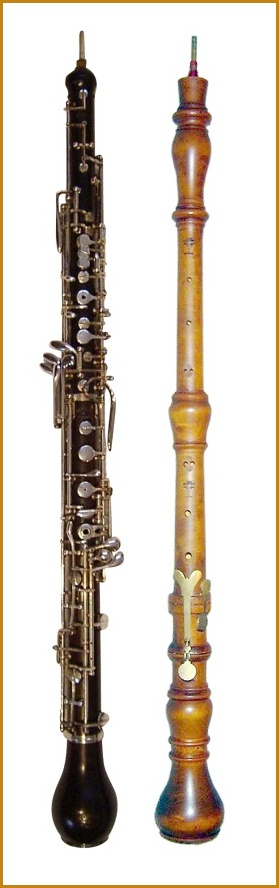
モダンタイプ（左）とバロック（ヒストリカル）タイプ（右）

オーボエ・ダモーレは、オーボエ属に分類されるダブルリードの木管楽器の一種。

## 概要
オーボエ・ダモーレは、音域的にも構造的にもオーボエとイングリッシュホルンの中間的な存在であり、形状はどちらかといえばイングリッシュホルンに近い。直訳するとイタリア語で“愛のオーボエ”の意。通常のC管オーボエに比べて、ややくぐもった柔らかい音色を持つ。
楽器の先端部がイングリッシュホルンと同様、洋ナシ状に丸く膨らんでいるのが外観的な特徴である。その他、運指や吹奏方法は三者共通であって、オーボエ奏者が演奏する。
イ調の移調楽器で、記譜された音から短3度低く鳴る。ただしモダンタイプのオーボエ・ダモーレでも、モダン・オーボエの最低音変ロ（B♭3）音に相当する音（実音ト（G3））は持たない機種も多い。オーボエ属のアルトあるいはメゾソプラノに相当する。通常のオーボエより短3度低い音域だが、明るい音色で高音域がよく通るオーボエに対して、通常ではかすれた音になりやすい低音域がふくよかに鳴ることから、実際の音域の割には低めの音域を担当することが多い。また、同じシャープ系のD管であるバロック・フルート（フラウト・トラヴェルソ）との相性がよい。
元来はバロック期後半に用いられた古楽器のひとつである。1720年頃ドイツで発明されたと考えられ、主に当時のドイツ音楽で使用された。特にヨハン・ゼバスティアン・バッハが好んで用いたことで知られ、『ミサ曲 ロ短調』BWV232、『マタイ受難曲』BWV244や、多数の教会カンタータ作品の伴奏、オブリガートにおいて重要な役割を担っている。また、テレマンもこの楽器のための協奏曲などを多く残している。
18世紀後半頃には人気が衰え、古典派期以後長く忘れられていたが、近代になってモダン・オーボエの技術を応用して再興され、バッハなどの演奏に使われるようになった。また近代音楽ではラヴェルの『ボレロ』、リヒャルト・シュトラウスの『家庭交響曲』、ドビュッシーの『管弦楽のための映像』などに用例がある（モダンタイプ）。
一方、今日ではバロック期当時の様式を復元した楽器も作成され、古楽系の楽団で用いられている（バロックタイプ）。

## オーボエ・ダモーレ協奏曲
- トマゾ・アルビノーニ (1671-1750)
ニ長調（2本のオーボエ・ダモーレ、2本のコルノ・ダ・カッチャ、ファゴットのための協奏曲）
- ゲオルク・フィリップ・テレマン (1681-1767)
イ長調 TWV 51:A2
ホ短調 TWV 51:e2
ト長調 TWV 51:G3
イ長調 TWV 52:A1（2本のオーボエ・ダモーレのための協奏曲）
ニ長調 TWV 53:D3（2本のオーボエ・ダモーレ、チェロのための協奏曲）
ホ長調 TWV 53:E1（ヴィオラ・ダモーレ、オーボエ・ダモーレ、フラウト・トラヴェルソのための協奏曲）
- ヨハン・ダーフィト・ハイニヒェン (1683-1729)
イ長調 SeiH 228（従来アントニオ・ロッティの作品とされていた）
- クリストフ・グラウプナー (1683-1760)
ハ長調 GWV 302
ニ長調 GWV 313
ト長調 GWV 333（フルート・ダモーレ、オーボエ・ダモーレ、ヴィオラ・ダモーレのための協奏曲）
- ヨハン・ゼバスティアン・バッハ (1685-1750)
ニ長調 BWV 1053（チェンバロ協奏曲第2番 ホ長調 から再構成）
イ長調 BWV 1055（チェンバロ協奏曲第4番 イ長調 から再構成）
- ヨハン・フリードリヒ・ファッシュ (1688-1758)
ホ長調（トランペット、オーボエ・ダモーレのための協奏曲）
- ユーハン・ヘルミク・ルーマン (1694-1758)
- ヨハン・ゴットリープ・グラウン (1703-1771)・カール・ハインリヒ・グラウン (1704-1759) 兄弟共作
ニ長調

## 協奏的作品
- 武満徹 (1930 - 1996) 「虹へ向かって､パルマ（Vers, l'arc-en-ciel, Palma）」（オーボエ･ダモーレ、ギター、オーケストラのための）[1]1984年初演